# Chotěvice
Chotěvice – gmina w Czechach, w powiecie Trutnov, w kraju hradeckim. Według danych z dnia 1 stycznia 2014 liczyła 1 032 mieszkańców.